# تیم ملی فوتبال اتیوپی
تیم ملی فوتبال اتیوپی نماینده کشور اتیوپی در مسابقات بین‌المللی و آفریقایی است که زیر نظر فدارسیون فوتبال اتیوپی فعالیت می‌کند.
اولین بازی رسمی این تیم در تاریخ ۵ دسامبر ۱۹۴۷ میلادی در برابر تیم ملی فوتبال جیبوتی برگزار شده است.